# هوسوکاوا تاما

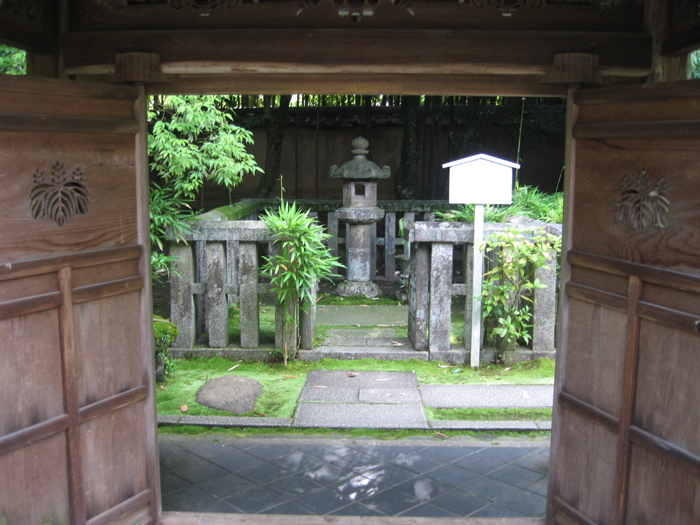
گور تاما

هوسوکاوا تاما (به ژاپنی: 細川玉 Hosokawa tama) یا هوسوکاوا گاراشا (به ژاپنی: 細川ガラシャ Hosokawa Gracia) (۱۵۶۲ – ۲۵ اوت ۱۶۰۰) یک زن اشرافی در دوره سنگوکو و دختر آکچی میتسوهیده و تسوماکی هیروکو و همچنین همسر اصلی هوسوکاوا تادائوکی بود. تاما به دین مسیحیت درآمد. در سال ۱۶۰۰ (سال پنجم دوره کیچو)، نبرد سکیگاهارا آغاز شد. به عنوان بخشی از این تلاش، ایشیدا میتسوناری، که در واقع ارتش غرب را رهبری می‌کرد، برای گروگان گرفتن همسران فرماندهان نظامی در اوساکا که در کنار توکوگاوا ایه‌یاسو بودند، اقدام کرد. گاراشا بیشتر به خاطر نقش خود در نبرد سکیگاهارا به عنوان یک گروگان سیاسی ارتش غربی به رهبری ایشیدا میتسوناری شناخته می‌شود.

## خانواده
هوسوکاوا گاراشا در سال ۱۵۶۳ (سال ششم از دوره ایروکو) به عنوان سومین دختر آکچی میتسوهیده و همسرش تسوماکی هیروکو در ولایت اچیزن (در شمال استان فوکوئی فعلی) متولد شد و «تاما» نام گرفت.

## ازدواج

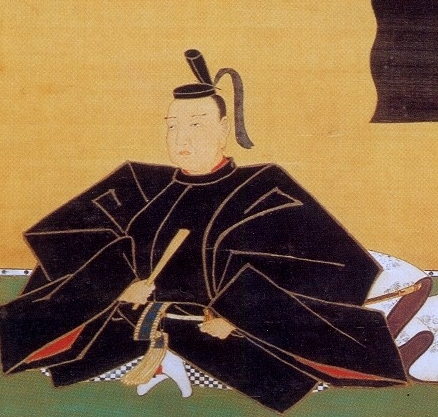
تصویر هوسوکاوا تادائوکی، ملازم اودا نوبوناگا، تویوتومی هیده‌یوشی

در سال ۱۵۷۸، در سن ۱۵ سالگی، به توصیه اودا نوبوناگا، ارباب پدرش، آکچی میتسوهیده، با هوسوکاوا تادائوکی، پسر ارشد هوسوکاوا فوجیتاکا ازدواج کرد. اولین دختر آنها در سال ۱۵۷۹ (سال هفتم تنشو) و اولین پسر آنها هوسوکاوا تاداتاکا در سال ۱۵۸۰ (سال هشتم تنشو) به دنیا آمد. تادائوکی و گاراشا زوج زیبایی بودند و آنقدر با هم هماهنگ بودند که اودا نوبوناگا آنها را «زوج زیبا مثل عروسک» خطاب کرد. به نظر می‌رسید ازدواج آنها خوب پیش می‌رود، اما چهار سال پس از ازدواج این زوج همه چیز کاملاً تغییر کرد.

## نقطه عطف اول، حادثه معبد هوننو

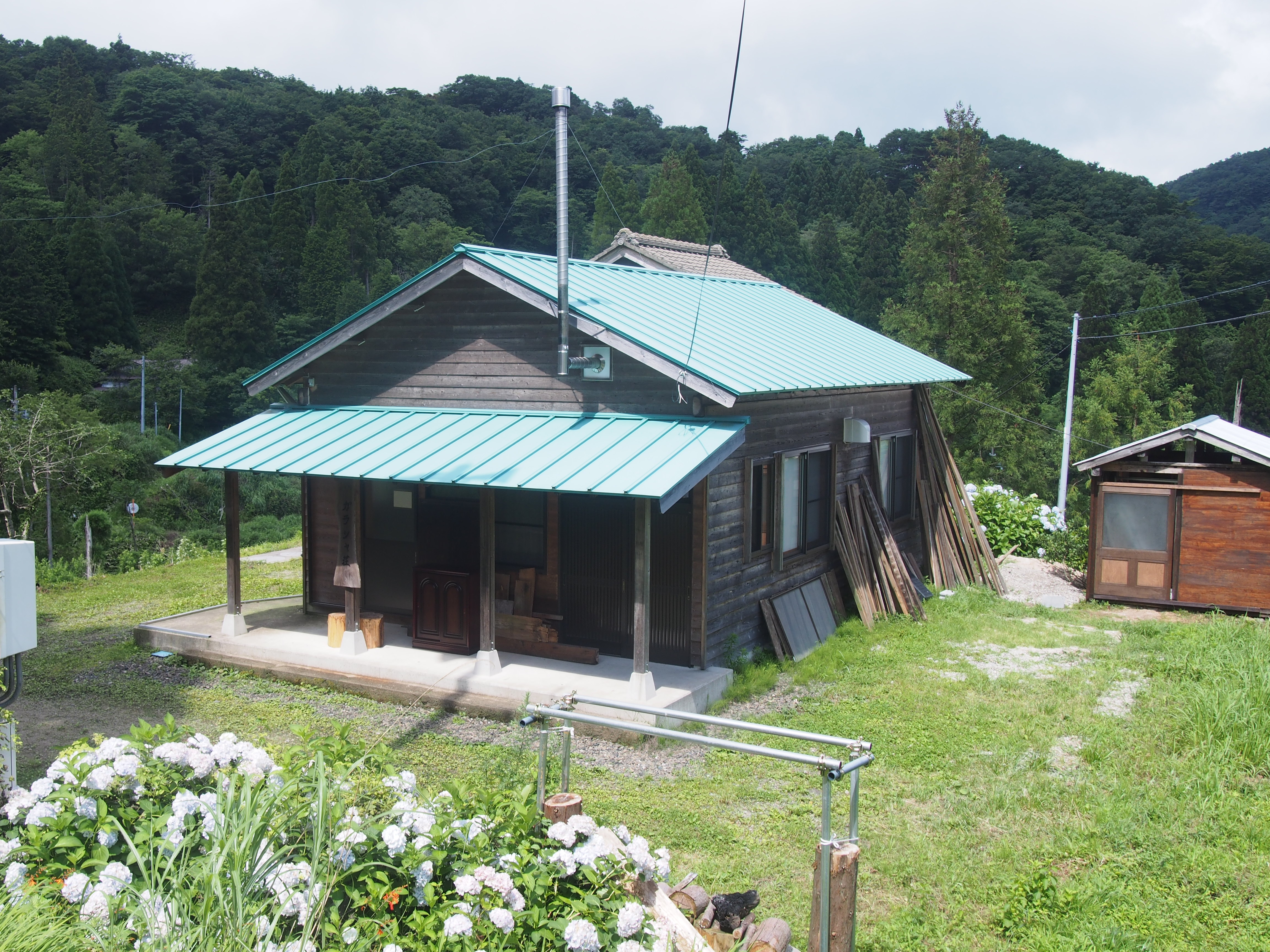
بازسازی محل زندانی شدن تاما پس از حادثه معبد هوننو در میزونو (کیوتو)

در ژوئن ۱۵۸۲ (سال دهم تنشو)، حادثه معبد هوننو رخ داد، که در آن پدرش، آکچی میتسوهیده، علیه ارباب خود اودا نوبوناگا کودتا کرد. پس از حادثه معبد هوننو، آکچی میتسوهیده از پدر دامادش هوسوکاوا فوجیتاکا و هوسوکاوا تادائوکی درخواست حمایت کرد، اما آنها پاسخی ندادند.
پس از آن، آکچی میتسوهیده در نبرد یامازاکی در برابر تویوتومی هیده‌یوشی شکست خورد و خواهران هوسوکاوا گاراشا در قلعه ساکاموتو خودکشی کردند. به این ترتیب موقعیت اجتماعی هوسوکاوا گاراشا تغییر کرد و تبدیل به «دختر یک ملازم خیانتکار» شد.
هوسوکاوا گاراشا، به عنوان دختر یک ملازم خیانتکار، در ابتدا در موقعیتی قرار داشت که شایسته طلاق از خاندان هوسوکاوا بود و سه ماه پس از حادثه معبد هوننو، هوسوکاوا تادائوکی تصمیم گرفت که گاراشا هوسوکاوا را طلاق بدهد تا از بدنامی و مشکوک بودن خاندان هوسوکاوا جلوگیری کند و از تلاش اعضای سابق خاندان اودا برای کشتن خود جلوگیری کند.
با این حال، این فقط یک اقدام سطحی بود؛ در واقعیت، هوسوکاوا گاراشا، که جایی برای بازگشت نداشت، مجبور شد در عمارتی در میدونو، ولایت تانگو (استان کیوتو کنونی) در انزوا زندگی کند. به این ترتیب، هوسوکاوا گاراشا عملاً توسط خانواده هوسوکاوا محافظت شد و به مدت دو سال در این منطقه زندگی آرامی داشت.
هوسوکاوا گاراشا در «مجیرو» «قلعه آجیتونو» به عنوان یک زن ترد شده زندگی می‌کرد. محل زندگی او جای خلوتی بود که فقط چند خانه در اطرافش بود. گفته می‌شود زمانی که او در گوشه‌نشینی بود، توسط یک خدمتکار به نام کوجیجو که از خانه پدری او را همراهی کرده بود و «کیوهارا ماریا» از خاندان کیوهارا، که با خانواده هوسوکاوا مرتبط بودند، حمایت می‌شد.
در سال ۱۵۸۴ (تنشو ۱۲)، وقتی تویوتومی هیده‌یوشی شنید که هوسوکاوا تادائوکی و هوسوکاوا گاراشا جداگانه زندگی می‌کنند، هوسوکاوا گاراشا را بخشید و به هوسوکاوا تادائوکی گفت که او را به خاندان هوسوکاوا بازگرداند. به این ترتیب، هوسوکاوا گاراشا سرانجام توانست نزد خانواده هوسوکاوا بازگردد.
با این حال، او نمی‌توانست برچسب دختر یک ملازم خائن بودن را از بین ببرد و مجبور شد در حبس خانگی زندگی کند، و حرکات او دائماً محدود و تحت نظارت بود.

## نقطه عطف دوم: گرویدن به مسیحیت
با ادامه این زندگی، هوسوکاوا گاراشا شروع به جستجوی نجات خود در گرویدن به مسیحیت کرد. با این حال، در آن زمان، گسترش مسیحیت ممنوع شده بود، بنابراین هوسوکاوا گاراشا در ابتدا این حقیقت را که مسیحی شده‌است حتی از شوهرش تادائوکی هوسوکاوا پنهان کرد.
گفته می‌شود که آشنایی گاراشا هوسوکاوا با مسیحیت گفتگوی او با همسرش تادائوکی هوسوکاوا بود. هنگامی که هوسوکاوا تادائوکی داستانی در مورد آیین کاتولیک گفت که از دایمیوی مسیحی، تاکایاما شیگه‌تومو شنیده بود، هوسوکاوا گاراشا، که گفته می‌شد در آن زمان ایمان به آیین بودایی ذن داشت، به مسیحیت علاقه‌مند شد.
در سال ۱۵۸۷ (۱۵ تنشو)، شوهرش تادائوکی هوسوکاوا به کیوشو رفت. گاراشا هوسوکاوا با استفاده از غیبت شوهرش خود را با چندین خدمتکار محاصره کرد و مخفیانه به کلیسا رفت. در آن زمان خطبه عید پاک در کلیسا برگزار می‌شد. هوسوکاوا گاراشا از راهب مسیحی سوال‌های مختلفی پرسید. بعداً گفته می‌شود که آن راهب مسیحی گفته‌است: «من هرگز با یک زن ژاپنی که در قضاوتش اینقدر واضح و قاطع باشد صحبت نکرده بودم.» در این زمان، هوسوکاوا گاراشا می‌خواست بلافاصله غسل تعمید بگیرد. با این حال، علاوه بر این واقعیت که هویت واقعی هوسوکاوا گاراشا ناشناخته بود، کلیسا بر اساس ظاهر و عوامل دیگر او را زنی با از اشراف و موقعیت بالا فرض کرد و غسل تعمید به تعویق افتاد. در همین حال، در خانواده هوسوکاوا، رفتن هوسوکاوا گاراشا به کلیسا آشکار شد. در نتیجه، «نظارت» بر هوسوکاوا گاراشا شدیدتر شد.
هوسوکاوا گاراشا نمی‌توانست بیرون برود و نمی‌توانست غسل تعمید بگیرد، اما از طریق خدمتکارش با کلیسا ارتباط برقرار کرد، کتاب خواند و ایمان خود را تقویت کرد. در این مدت، هوسوکاوا گاراشا خدمتکاران خود از جمله ماریا کیوهارا را به کلیسا فرستاد و آنها را غسل تعمید داد.
هوسوکاوا گاراشا در همان زمانی غسل تعمید گرفت که تویوتومی هیده‌یوشی، که در کیوشو اقامت داشت و فرمان اخراج مبلغان مسیحی از ژاپن (۱۵۸۷) را صادر کرد. از آنجایی که هوسوکاوا گاراشا قادر به بیرون رفتن نبود، غسل تعمید توسط ماریا کیوهارا، که از یک کشیش یسوعی که در آن زمان در اوساکا اقامت داشت، اجازه گرفت و ماریا آن را انجام شد. نام غسل تعمید «گاراشا» در لاتین به معنای «فیض خدا» است. به این ترتیب «هوسوکاوا تاما» زندگی خود را به عنوان «هوسوکاوا گاراشا» آغاز کرد.

## محاکمه برای مسیحی بودن
از زمان صدور فرمان اخراج مبلغان مسیحی از ژاپن در سال ۱۵۸۷، گاراشا هوسوکاوا همچنان این حقیقت را که مسیحی شده‌است پنهان کرده بود. با این حال، او به شوهرش، تادائوکی هوسوکاوا، اعتراف کرد که مسیحی شده‌است. وقتی تادائوکی هوسوکاوا این موضوع را شنید، عصبانی شد. زندگی زناشویی خوشبخت آنها به کلی تغییر کرد. پس از غسل تعمید گاراشا هوسوکاوا، فرزندانی او و خدمتکارانش نیز شروع به ایمان آوردن به مسیحیت کردند. وقتی تادائوکی هوسوکاوا از کیوشو بازگشت، متوجه شد که همسر و خدمتکارانش به مسیحیت تعمید داده‌اند.
تادائوکی هوسوکاوا که خشمگین شده بود، دست به اقدام خشونت‌آمیزی زد و بینی و گوش خدمتکارانی که در خانه خود تغییر دین داده بودند را برید و آنها را بیرون کرد. با این حال، این اقدام هیچ تأثیری نداشت و هوسوکاوا گاراشا در نهایت ایمان خود را عمیق‌تر کرد.
در بین مردم روشن نبود که هوسوکاوا گاراشا یک مسیحی باشد. با این حال، تادائوکی هوسوکاوا شروع به برخورد سخت با او کرد و به او گفت که پنج زن غیراصلی دیگر گرفته‌است.
هوسوکاوا گاراشا که خانه عاطفی خود را از دست داده بود، به طلاق از هوسوکاوا تادائوکی فکر کرد و با یک مبلغ مشورت کرد. با این حال، مبلغ گاراشا را متقاعد کرد که از طلاق خودداری کند و به او گفت: «تو نباید تسلیم وسوسه شوی» و «شما فقط با مواجهه با سختی‌ها می‌توانید فضیلت خود را بهبود بخشید.» زیرا مسیحیت (کاتولیک) اصولاً طلاق را مجاز نمی‌داند.
در سال ۱۵۹۵ جان شوهرش تادائوکی به دلیل دوستی او با خواهرزاده هیده‌یوشی، تویوتومی هیده‌تسوگو در خطر افتاده بود و او به گاراشا گفت که اگر بمیرد او نیز باید خود را بکشد. گاراشا با ارسال نامه دربارهٔ این موضوع از کشیش‌های مسیحی نظرخواهی کرد، آنها به او خودکشی در ادیان را اطلاع دادند. او از خودکشی خودداری کرد (هاراکیری) به دلیل ایمان کاتولیک، قوانین رفتاری تحمیل شده بر زنان طبقه سامورایی را قبول نکرد. اما خطر گذشت و شوهرش زنده ماند.

## مرگ

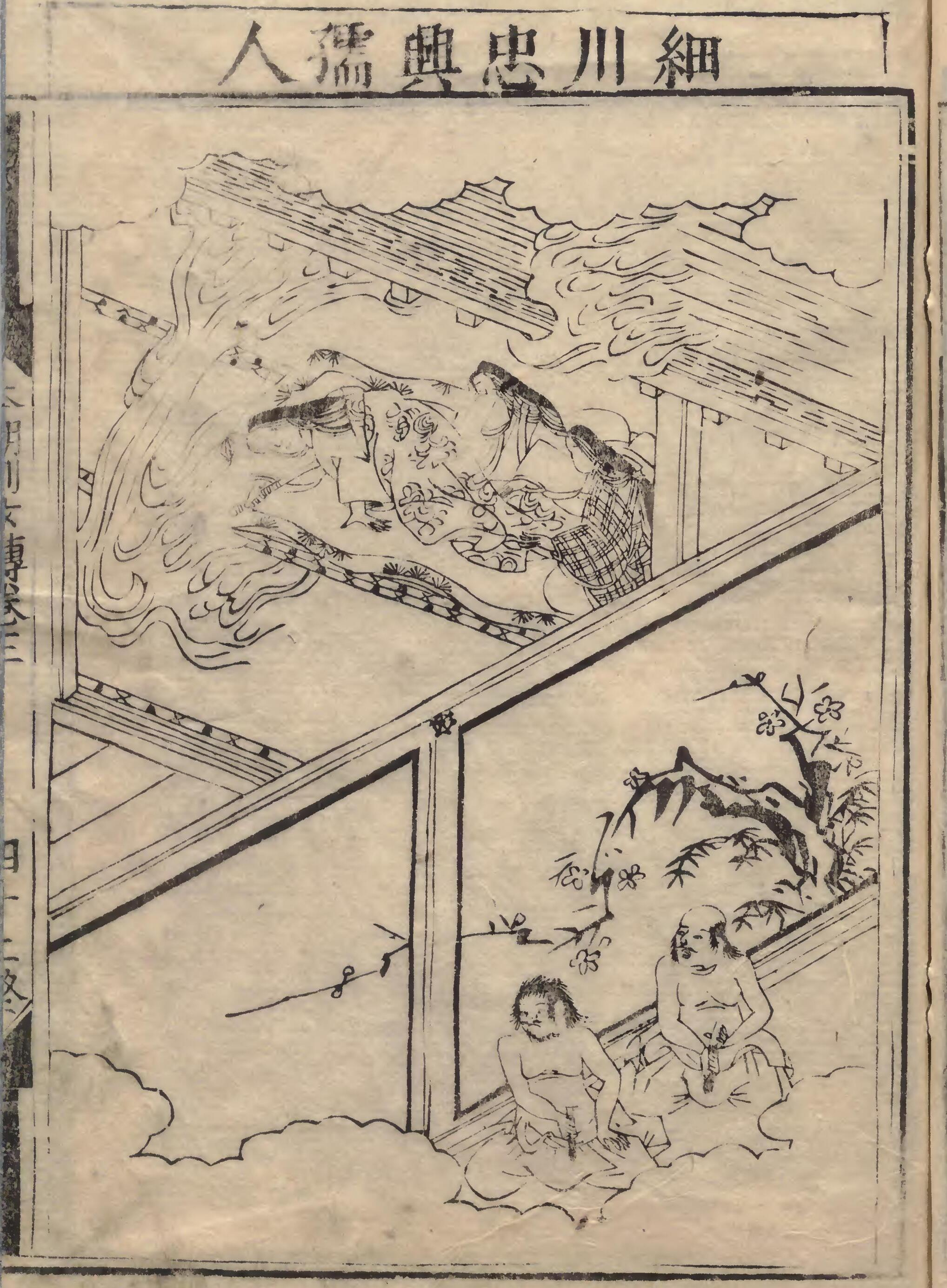
خودکشی ساکنان و سوزاندن خانه هوسوکاوا در اوساکا پس از محاصره خانه توسط ایشیدا میتسوناری

مرگ هیده‌یوشی در سال ۱۵۹۸ خلاء قدرت را با دو جناح رقیب ایجاد کرد: توکوگاوا ایه‌یاسو در شرق و ایشیدا میتسوناری در غرب. هنگامی که ایه‌یاسو در سال ۱۶۰۰ ارتش بزرگی از جمله هوسوکاوا تادائوکی را رهبری کرد و لشکرکشی انجام داد. رقیب او ایشیدا، شهر تسخیرناپذیر قلعه اوساکا را تصرف کرد، شهری که خانواده‌های بسیاری از ژنرال‌های هیده‌یوشی در آن زندگی می‌کردند. ایشیدا نقشه‌ای برای گروگان گرفتن اعضای خانواده اندیشید، به این روش او می‌خواست ژنرال‌های رقیب را مجبور کند یا با او متحد شوند یا حداقل به او حمله نکنند. ایشیدا میتسوناری یک پیام به خانه گاراشا فرستاد و از او خواست که به قلعه اوساکا به عنوان گروگان نقل مکان کند اما گاراشا از رفتن به قلعه امتناع کرد.
پس از پاسخ منفی گاراشا برای رفتن به قلعه اوساکا، ایشیدا میتسوناری روز بعد عمارت خود را با سربازان محاصره کرد. گاراشا هوسوکاوا پس از محاصره، کمی دعا می‌کند و تمام خدمتکاران را در عمارت جمع می‌کند. سپس به او گفت: «می‌خواهم به دستور شوهرم تنها بمیرم» و کنیزان و زنان را به بیرون فرستاد. در مسیحیت، گرفتن جان خود یک گناه کبیره است؛ بنابراین، روایت است که هوسوکاوا گاراشا از ملازم ارشد خود، اوگاساوارا شوسای، خواست که با نیزه به سینه او ضربه بزند. اوگاساوارا شوسای نیز که در این عمارت نقش داشت، مواد منفجره را در عمارت کار گذاشته، آن را به آتش کشید و همراه با دیگر رعایا خودکشی کرد تا جسد هوسوکاوا گاراشا جا نماند. وی در سن ۳۷ سالگی دار فانی را وداع گفت.
خشم در مورد مرگ گاراشا به حدی بود که ایشیدا مجبور به ترک خانه شد. بیشتر گزارش‌های ژاپنی بیان می‌کنند که این ایده خود گاراشا بوده که به اوگاساوارا دستور دهد او را بکشد. با این حال، این گزارش‌ها چندین دهه پس از مرگ واقعی گاراشا نوشته شده‌است. در روایت اولیه یسوعی که اندکی پس از مرگ او نوشته شده‌است، به جای آن آمده‌است که تادائوکی به خدمتکار خانه اوگاساوارا شوسای دستور داده بود که اگر ناموس و آبروی گاراشا در خطر بود، او را بکشد. در روز حادثه اوگاساوارا شوسای وقتی اقدام حمله‌کنندگان به عمارت را برای آدم‌ربایی مشاهده کرد، به این دستور عمل کرد.

## تأثیر بر نبرد سکیگاهارا
در ژاپن، مرگ گاراشا بر هر دو ارتش غربی و شرقی در طی نبرد سکیگاهارا (۱۶۰۰) تأثیر گذاشت. مرگ هوسوکاوا گاراشا تأثیر زیادی بر ایشیدا میتسوناری گذاشت و او را مجبور کرد که از استراتژی خود در گروگان گرفتن زنان و فرزندان فئودال‌های مختلف دست بردارد. این حادثه به شهرت ایشیدا میتسوناری لطمه زیادی زد، که شانس او را برای به خدمت گرفتن متحدان بیشتر، که برخی از آنها مخفیانه مسیحی نیز بودند، بسیار کاهش داد و در نهایت منجر به تشکیل شوگون‌سالاری توکوگاوا شد.

## حوادث پس از مرگ گاراشا

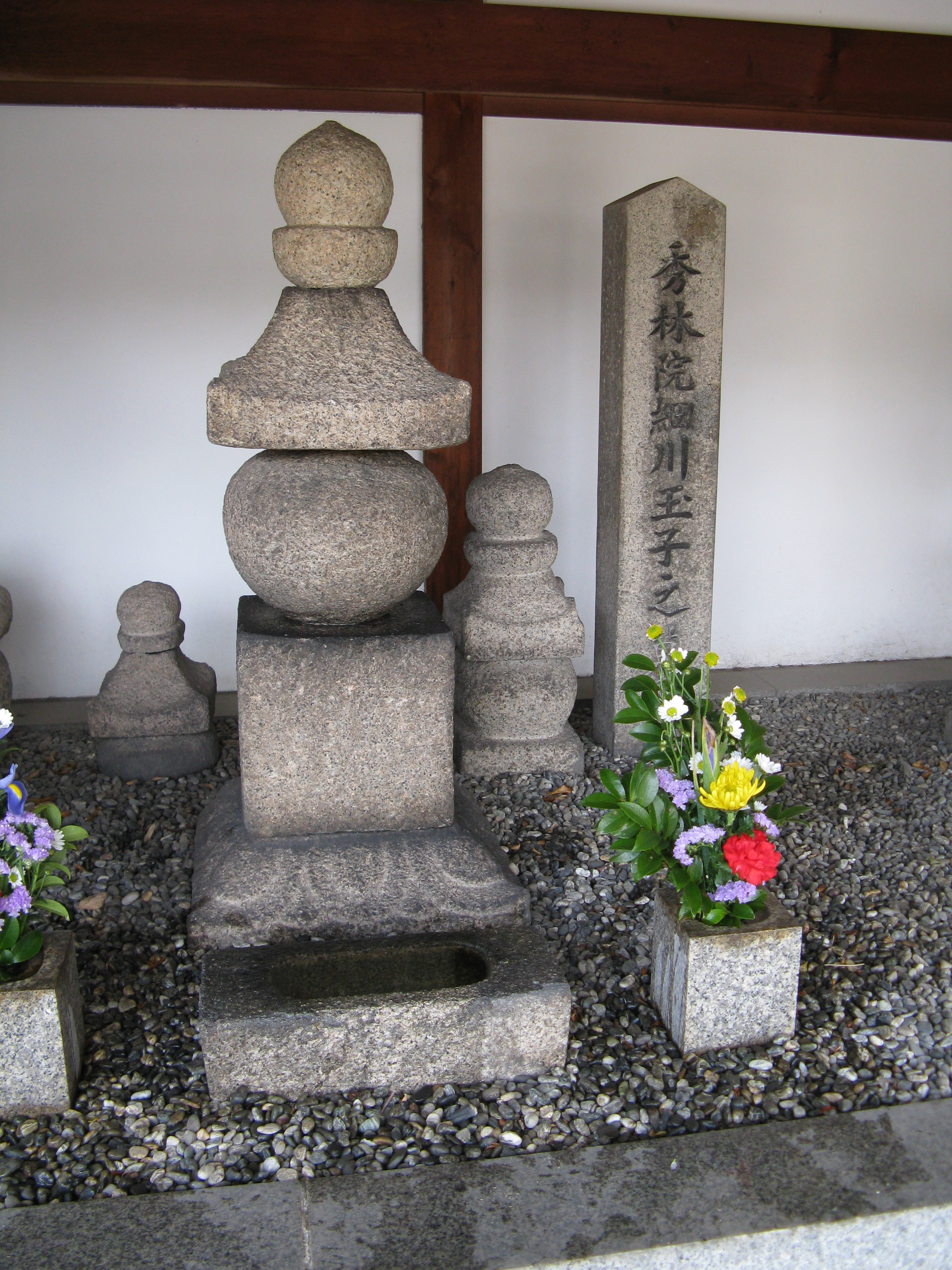
گور گاراشا

وقتی کشیش مسیحی پدر نیوکی سولدو اورگانتینو از مرگ هوسوکاوا گاراشا مطلع شد، به خرابه‌های سوخته عمارت هوسوکاوا رفت، استخوان‌های هوسوکاوا گاراشا را برداشت و در قبرستان مسیحیان در ساکای دفن کرد. علاوه بر این، تادائوکی هوسوکاوا از مرگ همسرش بسیار اندوهگین شد و از نیوکی سولدو اورگانتینودرخواست کرد که مراسم خاکسپاری کلیسا را برگزار کند. حتی با وجود اینکه مسیحیان ریاست مراسم تشییع جنازه کلیسا را بر عهده داشتند، تادائوکی هوسوکاوا نیز در آن شرکت کرد. بقایای هوسوکاوا گاراشا در معبد سوزنجی در اوساکا دفن شد.
مرگ گراسیا هوسوکاوا به موضوع نزاع جانشینی خانواده هوسوکاوا منجر شد. وقتی هوسوکاوا گاراشا درگذشت، یکی از زنانی که از عمارت او گریخت، چیو، همسر قانونی هوسوکاوا تاداتاکا، پسر بزرگ خانواده هوسوکاوا بود. با شنیدن این موضوع، تادائوکی هوسوکاوا عصبانی شد و به تاداتاکا هوسوکاوا دستور داد که از چیو طلاق بگیرد. از آنجا که تاداتاکا هوسوکاوا مقاومت کرد، تادائوکی هوسوکاوا او را از ارث محروم کرد.
سومین پسر، هوسوکاوا تاداتوشی، که با خاندان توکوگاوا ارتباط داشت، سرپرستی خانواده را بر عهده گرفت. پسر دوم هوسوکاوا، هوسوکاوا اوکی‌آکی، علیه این امر قیام کرد و در طی محاصره زمستانی و تابستانی اوساکا طرف خاندان تویوتومی را گرفت و به دشمن پدرش تبدیل شد.
پسر دوم، هوسوکاوا اوکی‌آکی، از محاصره زمستانی و تابستانی اوساکا جان سالم به در برد، اما عصبانیت پدرش هوسوکاوا تادائوکی فروکش نکرد و به او دستور داد که سپپوکو انجام دهد. به این ترتیب مرگ گاراشا هوسوکاوا به آشوب خانوادگی منجر شد.

## در داستان‌های تاریخی
گاراشا اغلب به‌عنوان یک شخصیت در داستان‌های تاریخی ژاپنی، هم در رمان‌ها و هم درام‌ها ظاهر می‌شود. یک وب‌سایت او را به‌عنوان شخصیتی در بیش از ۴۰ درام صحنه‌ای، فیلم، درام تلویزیونی و غیره از سال ۱۸۸۷ تا ۲۰۰۶ فهرست می‌کند. همچنین در نوشته‌های عامه پسند یا گفت‌وگوهایی دربارهٔ تاریخ آن دوره به‌طور مکرر از او نام برده می‌شود. اثری که به انگلیسی ترجمه شده‌است، رمانی نوشته شده توسط آیاکو میئورا، به نام «هوسوکاوا گاراشا فوجین» (عنوان انگلیسی: «بانو گاراشا: عشق، نزاع و ایمان همسر سامورایی») است، که تاریخ را از نزدیک دنبال می‌کند.

## گاهشماری زندگینامه
- ۱۵۶۳: تولد تاما در ولایت اچیزن به عنوان دختر سوم آکچی میتسوهیده و تسوماکی هیروکو و تولد شوهرش در کیوتو به عنوان پسر ارشد هوسوکاوا فوجیتاکا، رهبر خاندان هوسوکاوا
- ۱۵۷۸ ازدواج با هوسوکاوا تادائوکی در قلعه شوریوجی
- ۱۵۷۹ تولد دختر بزرگ به نام «اوچو»، پدر تاما آکچی میتسوهیده توانست ولایت تانبا را تسخیر کند.
- ۱۵۸۰: تاما به قلعه میازو در ولایت تانگو نقل مکان کرد؛ پدر شوهرش، هوسوکاوا فوجیتاکا نیمی از ولایت تانگو را در اختیار گرفت؛ پسر ارشد تاما به نام «هوسوکاوا تاداتاکا» متولد شد.
- ۱۵۸۱: در رژه اسب کیوتو شرکت کرد.
- ۱۵۸۲: تاما پس از حادثه معبد هوننو در میزونو (کیوتو) زندانی شد و شوهرش ریاست خاندان را از پدرش هوسوکاوا فوجیتاکا به ارث برد.
- ۱۵۸۳: شوهرش در نبرد شیزوگاتاکه شرکت کرد دومین پسر تاما به نام «هوسوکاوا اوکی‌آکی» متولد شد.
- ۱۵۸۴: تاما به اوساکا نقل مکان کرد و شوهرش در نبرد کوماکی و ناگاکوته شرکت کرد.
- ۱۵۸۵: شوهرش در لشکرکشی کیوشو شرکت کرد، هیده‌یوشی کانپاکو شد.
- ۱۵۸۶: سومین پسر به نام «هوسوکاوا تاداتوشی» در زمان زمین‌لرزه ۱۵۸۶ تنشو به دنیا آمد.
- ۱۵۸۷: اولین بازدید از کلیسایی در اوساکا. غسل تعمید داده و خود را «گاراشا» می‌نامد.
  - (گاراشا به طلاق فکر می‌کند، اما تصمیم نمی‌گیرد) شوهرش در لشکرکشی کیوشو شرکت می‌کند پسر دوم، غسل تعمید می‌گیرد؛ فرمان اخراج مبلغان مسیحی از ژاپن صادر می‌شود.
- ۱۵۸۸: دختر دوم به نام «تارا» متولد شد.
- ۱۵۹۰: شوهرش در محاصره اوداوارا (۱۵۹۰) شرکت کرد.
- ۱۵۹۱: تویوتومی هیده‌تسوگو تبدیل به کانپاکو، تویوتومی هیده‌یوشی تبدیل به تایکو.
- ۱۵۹۲: شوهرش در گروه نهم موج اول تهاجم ژاپن به کره (۱۵۹۸–۱۵۹۲) (نبرد بونروکو) شرکت کرد.
- ۱۵۹۳: شوهرش در محاصره جینگجو (۱۵۹۳) نبردی از تهاجم ژاپن به کره (۱۵۹۸–۱۵۹۲) شرکت کرد.
- ۱۵۹۵: به شوهرش تادائوکی اعتراف کرد که مسیحی شده‌است، کلیسای کوچکی در عمارت ساخت، دختر دوم، تارا غسل تعمید گرفت.
- ۱۵۹۶: دختر بزرگش اوچو، غسل تعمید داده شد. زمین‌لرزه کیچو-فوشیمی ۱۵۹۶ و حادثه کشتی سان فیلیپ.
- ۱۵۹۷: نبرد کیچو آغاز شد، واقعه ۲۶ شهید ژاپن
- ۱۵۹۸: هیده‌یوشی درگذشت و به دوره کیچو پایان داد.
- ۱۵۹۹: شوهرش یکی از هفت ژنرالی بود که به عمارت ایشیدا میتسوناری حمله کردند.
- ۱۶۰۰: گاراشا در عمارت هوسوکاوا در اوساکا درگذشت. شوهرش در نبرد سکیگاهارا شرکت کرد. پسر بزرگ، تاداتاکا، از ارث محروم شد و پسر سوم، هوسوکاوا تاداتوشی، جانشین پدر و رهبر خاندان هوسوکاوا شد.
- ۱۶۰۱: تشییع جنازه گاراشا در یک کلیسا برگزار شد.